# Meribérica
A Meribérica, que a certa altura teve a designação comercial Meribérica/Líber, foi uma editora portuguesa, com sede em Lisboa.
Na viragem do século XX para o século XXI era a principal editora de banda desenhada em Portugal. Paralelamente publicava outros géneros e autores.
A Meribérica/Liber teve uma filial no Brasil.

## Autores
- Hugo Pratt
- Enki Bilal
- Ofeliano de Almeida
- Flavio Colin
- René Follet
- Vicente Segrelles